# Bruno Hervat
Bruno Hervat (Fiume, 1904 – ...) è stato un calciatore italiano, di ruolo centrocampista.

## Carriera
Il 30 settembre 1928 ha esordito in Divisione Nazionale in Brescia-Fiumana (3-2).
Nel corso della stagione ha giocato 12 delle 30 partite disputate dalla sua squadra. È rimasto nella Fiumana fino al termine della stagione 1932-1933, giocando anche alcune partite nella stagione 1929-1930.